# Guerry et Bourguignon

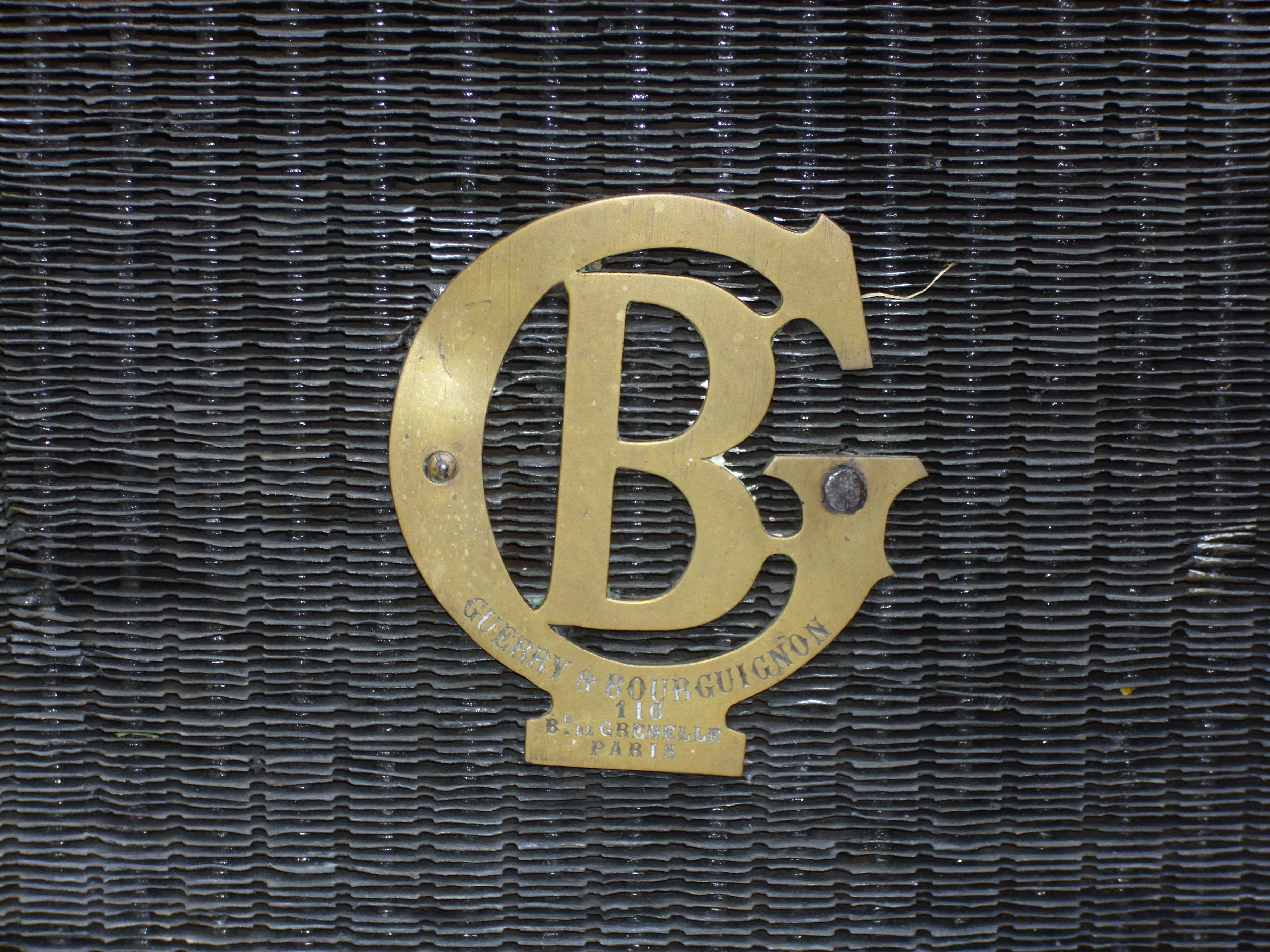
Emblem

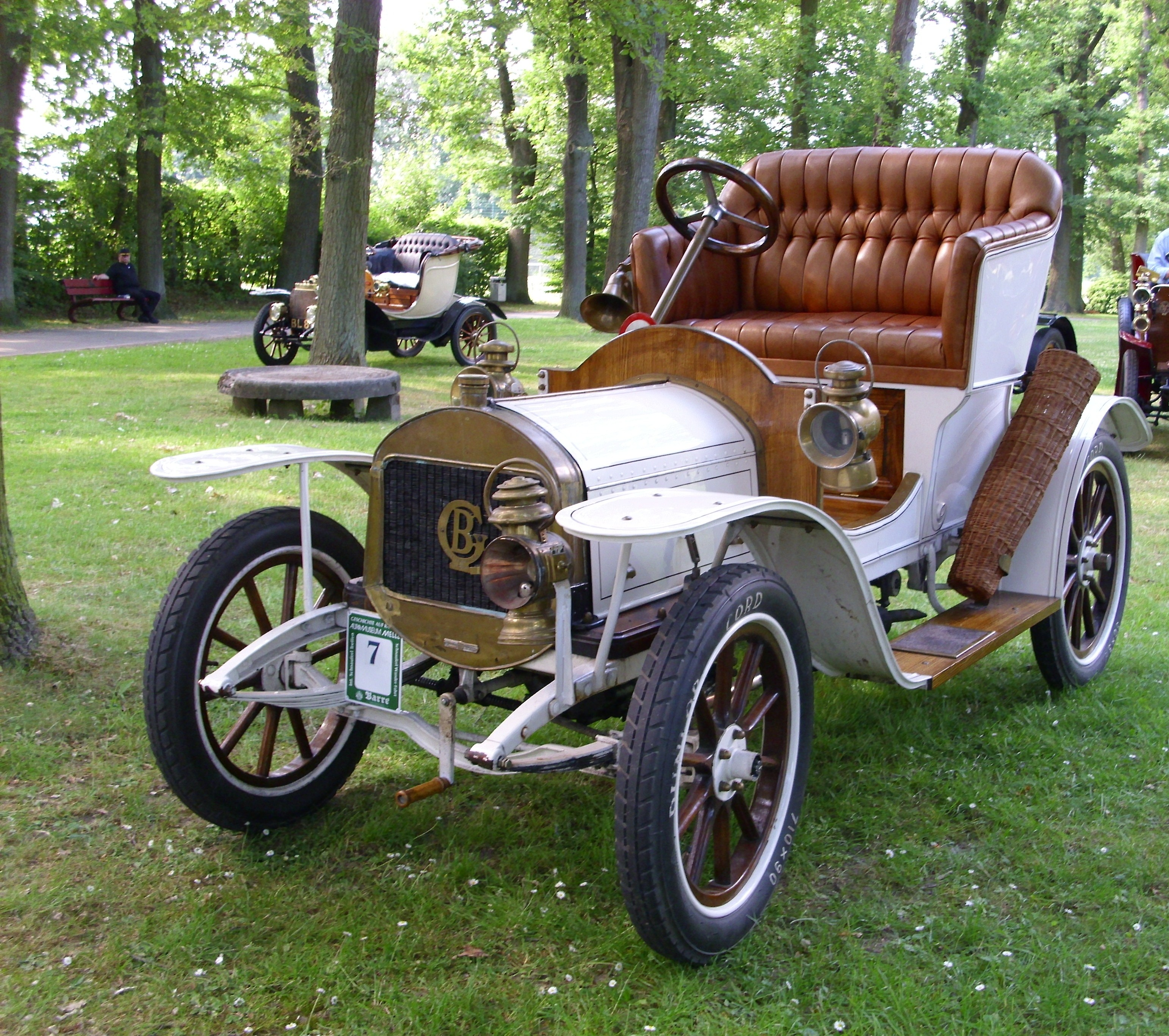
Guerry et Bourguignon von 1902

Guerry et Bourguignon war ein französischer Hersteller von Kutschen, Fahrrädern, Motorrädern und Automobilen.

## Unternehmensgeschichte
Das Unternehmen Guerry et Bourguignon war am Boulevard de Grenelle im 15. Arrondissement in Paris ansässig und stellte seit 1868 Kutschen her. 1894 kam die Produktion von Fahrrädern und Motorrädern dazu. Zwischen 1900 oder 1901 und 1912 stellte das Unternehmen dreirädrige Kraftfahrzeuge her. 1902 entstand ein vierrädriges Automobil, das auf dem Pariser Automobilsalon präsentiert wurde. Zwischen 1913 und 1914 wurde der Markenname Autorette verwendet.

## Vierrädriges Fahrzeug
Das Fahrzeug von 1902 war mit einem Einzylindermotor von De Dion-Bouton mit 900 cm³ Hubraum und 6 PS ausgestattet. Die offene Phaeton-Karosserie bot Platz für zwei Personen. Das Fahrzeug ist erhalten geblieben.